# 登記請求権
登記請求権（とうきせいきゅうけん）とは、不動産の物権変動があった場合に、登記権利者が、登記義務者に対し、不動産登記を行うことに協力するよう求める実体法上の請求権、あるいは具体的な登記手続を求める登記手続上の権利をいう。

## 登記請求権の意義

### 実体法上の登記請求権
不動産を購入して所有権を取得した者や、不動産に抵当権の設定を受けた者は、これらの物権が登記簿に正しく登記されないと、第三者に対抗できなかったり、他人への譲渡が妨げられたりするなど、様々な不利益を受ける。
そのため、買主や抵当権者が、売主や抵当権設定者に対して正しい登記への協力を求める実体法上の権利を認める必要があり、これを実体法上の登記請求権という（以下、単に登記請求権というときは実体法上の登記請求権を指す）。
実体法上の登記請求権を有する者（買主、抵当権者など）を「実体法上の登記権利者」といい、これに対して登記義務を有する者（売主、抵当権設定者など）を「実体法上の登記義務者」という。

### 登記法上（登記手続上）の登記請求権
実体法上の登記請求権が認められる場合でも、実際に登記を行うためには、不動産登記法の定める手続に従わなければならない。すなわち、不動産の買主や抵当権者は、売主や抵当権設定者に対し、共同申請で登記手続をするよう求め（不動産登記法60条）、任意の協力が得られない場合は、訴えを提起し、確定判決を得て単独申請で登記手続をする必要がある（同法63条1項）。
そして、この場合、登記法上の登記請求権を有する「登記法上の登記権利者」は、権利に関する登記をすることにより登記上直接に利益を受ける者、その相手方である「登記法上の登記義務者」は、権利に関する登記をすることにより登記上直接に不利益を受ける登記名義人である必要がある（不動産登記法2条12号、13号）。
たとえば、A→B→Cと不動産が売買されたが、登記がまだAにある場合、CはBに対し実体法上の登記請求権を有するが、Bは登記名義人ではないので、登記手続上、登記義務者にはなれない。
このように、登記請求権は、実体法上の裏付けがなければならないが、さらに不動産登記法の定める手続によって制約される。このような登記手続上の制約の下における登記請求権を登記法上（登記手続上）の登記請求権という。
以下では、特に断らない限り、実体法上の登記請求権について記述する。

## 登記請求権の発生原因・法的性質
登記請求権の発生原因については、これを実体的な権利（物権）の効力として生じる（物権的請求権の一種）という見解や、物権変動そのものの効力として生じるという見解があるが、判例は、様々な場合に登記請求権を認めており、これを一元的に説明することは困難である。そこで、登記請求権を、発生原因に応じて、物権的登記請求権・物権変動的登記請求権・債権的登記請求権の3類型に分類するのが一般的である。

### 物権的登記請求権
物権的登記請求権とは、現在の実体的な物権関係と登記とが一致しない場合に、この不一致を除去するため、物権そのものの効力として発生する登記請求権をいう。物権的請求権の一種（物権的妨害排除請求権）である。
たとえば、A所有の不動産について、B名義の所有権移転登記がされているときは、実体的な物権関係と登記が一致していないから、Aは、Bに対し、所有権移転登記の抹消登記等を求めることができる。
以下、2当事者間の場合と、転得者Cが存在する場合とに分けて説明する。

#### 2当事者間の場合
- 所有権移転登記の抹消登記請求

A所有の不動産について、A名義の所有権移転登記（又は所有権保存登記）の後に、無権限のB名義の所有権移転登記がされているときは、Aは、Bに対し、所有権移転登記の抹消登記請求をすることができる。
- 所有権移転登記請求

また、上記の場合、Aは、Bに対し、抹消登記に代えて、真正な登記名義の回復を登記原因とするAへの所有権移転登記請求をすることができるとするのが判例である（最高裁昭和34年2月12日判決・民集13巻2号91頁・最高裁判例情報。学説は反対説が多い）。
- 抵当権設定登記の抹消登記請求

A所有の不動産について、B名義の抵当権設定登記がされているが、抵当権設定契約が存在しない、無効、あるいは債務完済によって消滅した場合、Aは、Bに対し、抵当権設定登記の抹消登記請求をすることができる。

#### 転得者がいる場合
- 所有権移転登記の抹消登記請求

A→B→Cと不動産が売買され、Cに登記が移転したが、A・B間の売買が無効であった場合など、Aは、所有権に基づき、登記名義人であるCに対して抹消登記請求をすることができる（大審院明治41年3月17日連合部判決民録14輯303頁）。もっとも、この場合、Bの登記は残るので、AはBに対して改めて抹消登記請求をしなければならない。
- 所有権移転登記請求

上記の場合、Aは、Cに対し、真正な登記名義の回復を登記原因として、Aへ直接所有権移転登記をするよう求めることもできるとするのが判例である（最高裁昭和30年7月5日・民集9巻9号1002頁・最高裁判例情報、最高裁昭和32年5月30日判決・民集11巻5号843頁・最高裁判例情報、前掲最高裁昭和34年2月12日判決。これも、物権変動の過程を登記に正確に反映しなくなるとして反対説が多い）。
なお、真正な登記名義の回復を原因とする所有権移転登記請求は、真正の権利者が元登記名義人ではないときにも認められる。たとえば、登記名義人AからBに不動産が売買されたが、AからCに所有権移転登記がされてしまった場合、Bは、Cに対し、真正な登記名義の回復を原因として所有権移転登記請求をすることができる（昭和39年2月17日民三発125号民三課長回答）。
- 抵当権設定登記の抹消登記請求

AからBに抵当権が設定され、BがCに抵当権を譲渡したが、A・B間の抵当権設定契約が無効であった場合、Aは、登記名義人であるCを相手方として抵当権設定登記の抹消登記請求をすることができる（前掲大審院明治41年3月17日判決）。

### 物権変動的登記請求権
物権変動的登記請求権とは、物権変動それ自体から生じる登記請求権をいう。
- 積極的物権変動

たとえば、A→B→Cと不動産が売買されたが、登記がまだAにある場合、Bは、Aに対し、所有権移転登記請求をすることができる（大審院大正5年4月1日判決・民録22輯674頁）。
この場合、Bは既に所有権を失っているので、Bの登記請求権は物権的登記請求権としては説明できず、また、消滅時効にかからない点で債権的登記請求権だけでも説明できないため、（積極的）物権変動的登記請求権として説明される。
- 消極的物権変動

A→B→Cと不動産が売買され、Cに登記が移転したが、AB間の売買が無効、又は取り消されたり解除されたりした場合、Bは、Cに対し、抹消登記請求をすることができる（大審院明治45年6月24日判決・民録18輯636頁、最高裁昭和36年4月28日判決・民集15巻4号1230号・最高裁判例情報）。
この場合も、Bは所有権を当初から取得していないか、既に失っているので、物権的登記請求権として説明できないため、（消極的）物権変動的登記請求権として説明される。

### 債権的登記請求権
債権的登記請求権とは、不動産の売買契約に基づいて所有権移転登記請求をする場合や、賃貸借契約において登記をするとの特約に基づいて賃借権設定登記請求をする場合のように、当事者間の合意に基づいて生じる登記請求権をいう。
もっとも、何らの物権変動が生じていないのに、登記をする旨の合意は無効であり、そのような合意からは登記請求権は生じない。
- 中間省略登記

債権的登記請求権に関し、特に問題となるのが、中間省略登記である。中間省略登記とは、A→B→Cと不動産が売買された場合に、A・B・C間の合意で、直接AからCに対して移転登記をするような場合をいう。これは、主に登録免許税等を節約するために行われる。
登記実務上、AとCが、A・B間及びB・C間の登記原因証書（売買契約書）を提出して、AからCへの中間省略登記を共同申請しても、受理されない（もっとも、旧法下では、A・C間の売買を登記原因として、登記原因証書に代えて登記申請書の副本を提出すれば受理されていた（旧不動産登記法40条）が、新法で申請書副本の制度は廃止された）。
これに対し、訴訟による方法では、Cは、A及びBが承諾している場合にはAに対し中間省略登記による登記請求の勝訴判決を得ることができ（最高裁昭和38年6月14日判決・集民66号499頁、最高裁昭和40年9月21日判決・民集19巻6号1560頁・最高裁判例情報）、この勝訴判決を得たときは、登記所は裁判所の判断を尊重して中間省略登記を受理している（不動産登記法63条1項）。
中間省略登記については、物権変動の過程を忠実に反映するという登記法の建前に反しているとして否定的に捉える見解と、現実の要請に照らして、やむを得ないものと捉える見解がある。